# Ett spöke i striden
Ett spöke i striden (originaltitel: Un fantasma en la batalla) är en spansk historisk thriller- och dramafilm som har en planerad premiär på strömningstjänsten Netflix den 17 oktober 2025. Den är regisserad av Agustín Díaz Yanes efter ett manus han själv skrivit.

## Handling
En ung polis lämnar allting bakom sig för att infiltrera den baskiska terroristgruppen ETA och ägnar mer än ett årtionde åt att försöka hitta deras gömställen i södra Frankrike.

## Rollista (i urval)
- Susana Abaitua - Amaia
- Andrés Gertrúdix
- Iraia Elias
- Raúl Arévalo
- Ariadna Gil